# Wolfgang Aichinger
Wolfgang Aichinger (* 1952 in Wolfsberg/ Kärnten) ist ein österreichischer Cellist und Professor an der Universität für Musik und darstellende Kunst Wien.

## Leben und Wirken

### Ausbildung
Aichinger besuchte das Musikgymnasium Wien und studierte Violoncello an der Universität für Musik und darstellende Kunst in Wien. Seine Lehrer waren Frieda Litschauer, Vladimir Orloff, Valentin Erben und André Navarra. Er gehörte in den Sparten Klaviertrio, Kammermusik und Cello solo wiederholt zu den Preisträgern bei Jugend musiziert. Von 1977 bis 1979 war er Mitglied der Orchesterakademie der Berliner Philharmoniker unter Herbert von Karajan. Ebenfalls in Berlin lernte er bei Eberhard Finke vom Ensemble Die 12 Cellisten. 1983 und 1984 lernte Aichinger bei Nikolaus Harnoncourt am Mozarteum in Salzburg Aufführungspraxis Alter Musik. 

### Tätigkeit
1979 wurde er zu einem Mitglied der Wiener Symphoniker. Seit dem Jahr 1984 lehrt Wolfgang Aichinger in Wien an der Universität für Musik und darstellende Kunst. Eine eigene Klasse leitet er seit 1999.  Zum Vorstand des Hellmesberger-Instituts der Universität wurde er 2002 berufen. Gemeinsam mit Barbara Gisler-Haase ist er Projektkoordinator für die Begabtenförderung an seiner Universität. Von 2005 bis 2007 war er an der Konzeption und Verwirklichung des interinstitutionellen Forschungsprojekts „Junge Akademie Wien“ beteiligt.
Aichinger war an zahlreichen Aufführungen beteiligt. So spielte er beim Festival Steirischer Herbst die Uraufführung der Reflexionen für Violoncello solo (1976) von Thomas Pernes. Zudem verwirklichte er unter anderem Rundfunkaufnahmen mit Norman Shetler.